# Liste der Stolpersteine in Billerbeck
Die Liste der Stolpersteine in Billerbeck enthält alle Stolpersteine, die im Rahmen des gleichnamigen Projekts von Gunter Demnig in Billerbeck im Kreis Coesfeld verlegt wurden. Mit ihnen soll an Opfer des Nationalsozialismus erinnert werden, die in Billerbeck lebten und wirkten.

## Verlegte Stolpersteine
| Adresse           | Verlege- datum | Person, Inschrift | Bild | Anmerkung |
| ----------------- | -------------- | --- | ---- | --------- |
| Lange Straße 13 · | 3. März 2021   | HIER WOHNTE ADELE ALBERSHEIM JG. 1872 UNFREIWILLIG VERZOGEN 1938 KREFELD GEDEMÜTIGT / ENTRECHTET TOT 3.10.1941       |      |           |
| Lange Straße 13 · | 3. März 2021   | HIER WOHNTE JOSEF ALBERSHEIM JG. 1881 UNFREIWILLIG VERZOGEN 1938 KREFELD GEDEMÜTIGT / ENTRECHTET TOT 19.1.1941       |      |           |
| Lange Straße 13 · | 3. März 2021   | HIER WOHNTE SELMA ALBERSHEIM GEB. ISAACSON JG. 1879 UNFREIWILLIG VERZOGEN 1938 KREFELD DEPORTIERT 1941 RIGA ERMORDET |      |           |
| Lange Straße 13 · | 3. März 2021   | HIER WOHNTE HERBERT ALBERSHEIM JG. 1908 FLUCHT 1938 USA                                                              |      |           |
| Lange Straße 13 · | 3. März 2021   | HIER WOHNTE WALTER ALBERSHEIM JG. 1912 FLUCHT 1933 USA                                                               |      |           |
| Lange Straße 13 · | 3. März 2021   | HIER WOHNTE RUTH EICHENWALD GEB. ALBERSHEIM JG. 1915 DEPORTIERT 1941 RIGA 1943 AUSCHWITZ ERMORDET                    |      |           |
| Lange Straße 13 · | 3. März 2021   | HIER WOHNTE OTTO EICHENWALD JG. 1906 DEPORTIERT 1941 RIGA ERMORDET 1942 SALASPILS                                    |      |           |
| Lange Straße 13 · | 3. März 2021   | HIER WOHNTE ROLF-DIETER EICHENWALD JG. 1936 DEPORTIERT 1941 RIGA 1943 AUSCHWITZ ERMORDET                             |      |           |
| Lange Straße 13 · | 3. März 2021   | HIER WOHNTE EVA EICHENWALD JG. 1937 DEPORTIERT 1941 RIGA 1943 AUSCHWITZ ERMORDET                                     |      |           |
| Münsterstraße 2 · | 3. März 2021   | HIER WOHNTE ALFRED STEIN JG. 1885 DEPORTIERT 1941 RIGA ERMORDET                                                      |      |           |
| Münsterstraße 2 · | 3. März 2021   | HIER WOHNTE ANNA STEIN GEB. SAMSON JG. 1891 DEPORTIERT 1941 RIGA ERMORDET                                            |      |           |
| Münsterstraße 2 · | 3. März 2021   | HIER WOHNTE BERTHOLD STEIN JG. 1917 GEDEMÜTIGT / ENTRECHTET SCHICKSAL UNBEKANNT                                      |      |           |
| Münsterstraße 2 · | 3. März 2021   | HIER WOHNTE HERTA STEIN JG. 1919 DEPORTIERT 1941 RIGA ERMORDET 12.12.1944 STUTTHOF                                   |      |           |
| Münsterstraße 2 · | 3. März 2021   | HIER WOHNTE JULIA STEIN VERH. KATZENSTEIN JG. 1921 FLUCHT 1939 PALÄSTINA                                             |      |           |
| Münsterstraße 2 · | 3. März 2021   | HIER WOHNTE HANNELORE STEIN JG. 1927 DEPORTIERT 1941 RIGA 1944 STUTTHOF ERMORDET 8.11.1944                           |      |           |
| Münsterstraße 3 · | 3. März 2021   | HIER WOHNTE ROSA ALBERSHEIM GEB. STEIN JG. 1872 DEPORTIERT 1942 THERESIENSTADT ERMORDET 22.11.1942                   |      |           |
| Münsterstraße 3 · | 3. März 2021   | HIER WOHNTE HEINRICH ALBERSHEIM JG. 1908 FLUCHT 1938 USA                                                             |      |           |
| Münsterstraße 3 · | 3. März 2021   | HIER WOHNTE WILHELM ALBERSHEIM JG. 1908 FLUCHT 1940 BOLIVIEN                                                         |      |           |
| Münsterstraße 3 · | 3. März 2021   | HIER WOHNTE PAUL ALBERSHEIM JG. 1909 FLUCHT 1933 ARGENTINIEN                                                         |      |           |
| Münsterstraße 3 · | 3. März 2021   | HIER WOHNTE ANNA UHLMANN GEB. ALBERSHEIM JG. 1910 FLUCHT 1941 USA                                                    |      |           |